# Міттельбіберах
Міттельбіберах (нім. Mittelbiberach) — громада в Німеччині, знаходиться в землі Баден-Вюртемберг. Підпорядковується адміністративному округу Тюбінген. Входить до складу району Біберах.
Площа — 23,68 км2. Населення становить 4351 ос. (станом на 31 грудня 2020).